# Peces tropicales (libro)
Peces tropicales: Historias de Entebbe (en inglés: Tropical Fish) es una colección de cuentos, publicada en 2005 por la escritora ugandesa Doreen Baingana. Trata sobre las vidas de una familia que vive en Entebbe (Uganda). Sigue las historias de Christine, Patti y Rosa, las hijas de una familia relativamente pudiente cuyo padre, un oficial gubernamental con trayectoria, se vuelve alcohólico y pierde todo, incluso su trabajo. En todo eso, la madre se convierte en el sostén de la familia.Toca temas como la influencia religiosa en África, la vida en internados de escuelas misioneras, el primer amor, la superstición, el SIDA, el amor entre personas de distintos colores de piel, el sentimiento de alienación que conlleva migrar a otro país (Estados Unidos) y el de desplazamiento al regresar al hogar.

## Premios
- Premio al Mejor Primer Libro (región África) del Commonwealth Writers Prize en 2006.[6]
- Premio de los Programas Asociados de Escritores y Escritura (AWP) para ficción corta.[7]